# 760
760 (DCCLX) var ett skottår som började en tisdag i den julianska kalendern.

## Händelser

### Februari
- 26 februari – Den frost i England som härjat sedan oktober 759 upphör.[1]

### Okänt datum
- Mayafolket överger staden Dos Pilas.
- Chalukyariket i Indien faller definitivt samman.

## Födda
- Teodulf, biskop av Orléans (möjligen detta år).

## Avlidna
- Ismail ibn Jafar, den sjunde imamen enligt ismailiterna.

### Fotnoter
1. ↑  Stratton, J.M. (1969). Agricultural Records. John Baker. ISBN 0-212-97022-4